# Pietro Bestetti
Pietro „Pierino“ Bestetti (* 1. Dezember 1898 in Pioltello; † 3. Januar 1936 in Mailand) war ein  italienischer Radrennfahrer.
1919 gewann Pietro Bestetti die erste Austragung von Tre Valli Varesini. Im Jahr darauf wurde er italienischer Meister im Straßenrennen der Amateure. In der Folge startete er bei den Olympischen Sommerspielen im selben Jahr in Antwerpen. Im olympischen Einzelzeitfahren belegte er beim Sieg von Harry Stenquist den 21. Rang. In der Mannschaftswertung kam er gemeinsam mit dem italienischen Nationalteam (Federico Gay, Camillo Arduino und Dante Ghidani) Platz fünf.
Nach den Olympischen Spielen wurde Bestetti Profi. 1923 gewann er die Tour du Lac Léman und 1924 den Giro dell’Umbria. 1925 entschied er die dritte Etappe des Giro d’Italia für sich und wurde Siebter der Gesamtwertung. Er wurde Zweiter bei Paris-Roubaix und war damit der erste Italiener auf dem Podium dieses Rennens. 1926 gewann er die zehnte Etappe des Giro und belegte in der Gesamtwertung Rang sechs. Insgesamt nahm er sieben Mal am Giro und neunmal an Mailand–Sanremo teil. Er startete auch bei Sechstagerennen: 1927 wurde er gemeinsam mit Alfredo Dinale in Mailand Dritter und 1928 erneut in Nizza, gemeinsam mit dem Deutschen Michael Damerow. 1931 beendete er seine aktive Radsport-Laufbahn.
1936 starb Pietro Bestetti im Alter von 37 Jahren an einer Lungenentzündung. Auch sein jüngerer Bruder Angelo war aktiver Radrennfahrer.